# Batalla de Bitlis
La batalla de Bitlis es refereix a una sèrie d'enfrontaments durant l'estiu de 1916 en la ciutat de Bitlis i en menor mesura als voltants de Muş, entre les forces imperials russes i els seus homòlegs otomans, durant la campanya del Caucas de la Primera Guerra Mundial.
El primer enfrontament militar en Bitlis es va produir al juliol de 1915, quan les tropes russes van llançar un assalt fallit contra les fortificacions de la ciutat.
El segon enfrontament va començar el febrer de 1916 amb les noves tropes russes, que en gran manera va consistir en el 1r Batalló de les unitats de voluntaris armenis, sota el comandament d'Andranik Ozanian. En la nit del 19 de febrer, els russos van iniciar l'assalt de la ciutat i, malgrat la superioritat de les forces enemigues i la seva ferotge resistència a les posicions d'artilleria i fins i tot als carrers, van obtenir una victòria aclaparadora i van prendre Bitlis, alhora que van capturar tota l'artilleria otomana (20 canons, el comandant del regiment, 40 oficials, 900 soldats de tropa, la bandera, el magatzem d'artilleria, 5.000 fusells i una gran quantitat de subministraments d'aliments). La ciutat era l'últim reducte de l'Imperi Otomà per evitar que els russos entressin a Anatòlia i Mesopotàmia.
Després de la seva derrota, l'exèrcit otomà va donar a Mustafa Kemal l'organització de la defensa de la regió. Els otomans, però, van ser ràpidament aclaparats, i després de la resistència entre l'1 i el 9 d'agost de 1916, tota la regió va caure al poder de les forces russes i dels voluntaris armenis.